# Península del Sinaí
La península del Sinaí, o simplemente el Sinaí (en árabe: شبه جزيرة سيناء, Shibh Yaziret Sina' ; en hebreo: חצי האי סיני) es una península con forma de triángulo, ubicada en la región asiática de Oriente Próximo. Políticamente pertenece a Egipto, limitando al norte con el mar Mediterráneo, al oeste con el istmo de Suez (que la une a África y por el que discurre el canal de Suez), al este, con la frontera con Israel (que la separa del desierto del Néguev), al noreste con el Estado de Palestina y al sur con el mar Rojo. Su vértice meridional se introduce en el citado mar definiendo dos golfos en el mismo, al oeste el golfo de Suez, y al este el golfo de Áqaba.
El Sinaí tiene una superficie de unos 60 000 km² (23 166 mi²) (el 6 por ciento de la superficie total de Egipto) y una población aproximada de 600.000 personas. Administrativamente, la gran mayoría de la superficie de la península del Sinaí se divide en dos gobernaciones: la Gobernación del Sur del Sinaí y la Gobernación del Norte del Sinaí. Otras tres gobernaciones atraviesan el canal de Suez, cruzando el Egipto africano: la Gobernación de Suez en el extremo sur del Canal de Suez, la Gobernación de Ismailia en el centro y la Gobernación de Puerto Saíd en el norte.
En la época clásica, la región se conocía como Arabia Pétrea. La península adquirió el nombre de Sinaí en la época moderna debido a la suposición de que una montaña cercana al Monasterio de Santa Catalina es el monte Sinaí bíblico. El monte Sinaí es uno de los lugares de mayor significado religioso en las religiones abrahámicas.
La península del Sinaí ha formado parte de Egipto desde la Primera Dinastía del antiguo Egipto (c.  3100 a. C.). Ello contrasta con la región situada al norte de la misma, el Levante (actuales territorios de Siria, Líbano, Jordania, Israel y Palestina), que, debido en gran medida a su estratégica situación geopolítica y a sus convergencias culturales, ha sido históricamente el centro de los conflictos entre Egipto y diversos estados de Mesopotamia y Asia Menor. En periodos de ocupación extranjera, el Sinaí también estuvo, como el resto de Egipto, ocupado y controlado por imperios extranjeros, en la historia más reciente el Imperio Otomano (1517-1867) y el Reino Unido (1882-1956). Israel invadió y ocupó el Sinaí durante la Crisis de Suez (conocida en Egipto como la Agresión Tripartita debido al ataque coordinado simultáneo del Reino Unido, Francia e Israel) de 1956, y durante la Guerra de los Seis Días de 1967. El 6 de octubre de 1973, Egipto lanzó la guerra de Yom Kipur para retomar la península, que no tuvo éxito. En 1982, como resultado del tratado de paz Egipto-Israel de 1979, Israel se retiró de toda la península del Sinaí excepto del polémico territorio de Taba, que fue devuelto tras el dictamen de una comisión de arbitraje en 1989.
En la actualidad, el Sinaí se ha convertido en un destino turístico debido a su entorno natural, sus ricos arrecifes de coral y su historia bíblica.

## Geografía
La península, que suele incluirse en el Oriente Próximo, pertenece al escudo arábigo-nubiano. El norte, entre Puerto Saíd y la Franja de Gaza, está bañado por el mar mediterráneo. Por el sur se adentra en el mar Rojo, resultando una costa sureste bañada en aguas del golfo de Áqaba, y una costa sudoeste en el golfo de Suez, frontera natural con el continente africano. En el extremo meridional del Sinaí se encuentra el parque nacional Ras Muhammad. Ligeramente al noreste del parque las islas de Tirán y Sanafir, y el estrecho de Tirán, marcan el límite septentrional entre el mar Rojo y el golfo de Áqaba.
Se aprecian dos partes diferenciadas en la península, norte y sur:
- La zona norte, arenosa y desértica, contiene los bíblicos desiertos de Shur, Etam y Parán. Hacia el noreste se prolonga en el desierto del Nèguev (Israel).

- La zona sur, mucho más accidentada, presenta elevaciones abruptas y escarpadas que sobrepasan los 2000 m sobre el mar Rojo, además de zonas desérticas, como el desierto de Sin (o de Zin). Destacan el monte Catalina, el más alto del Sinaí y de Egipto, con 2642 metros, y el propio monte Sinaí (2285 m), la montaña donde, según el Antiguo Testamento, recibió Moisés las Tablas de la Ley. A sus pies se encuentra el monasterio de Santa Catalina.

## Historia

### Historia antigua
Una cueva con pinturas de personas y animales fue descubierta a unos 30 kilómetros (19 millas) al norte del monte Catalina en enero de 2020, que data del Período Calcolítico , alrededor del quinto al cuarto milenio a. C.

### Antiguo Egipto
El Sinaí fue llamado Mafkat («País de la Turquesa») por los antiguos egipcios. Desde la época de la Primera Dinastía o antes, los egipcios extraían turquesas del Sinaí en dos lugares, ahora llamados en árabe egipcio Wadi Magharah y Sarabit al-Khadim. Las minas se trabajaron de forma intermitente y estacional durante miles de años. Los intentos modernos de explotar los depósitos no han sido rentables.

### Períodos romano y bizantino

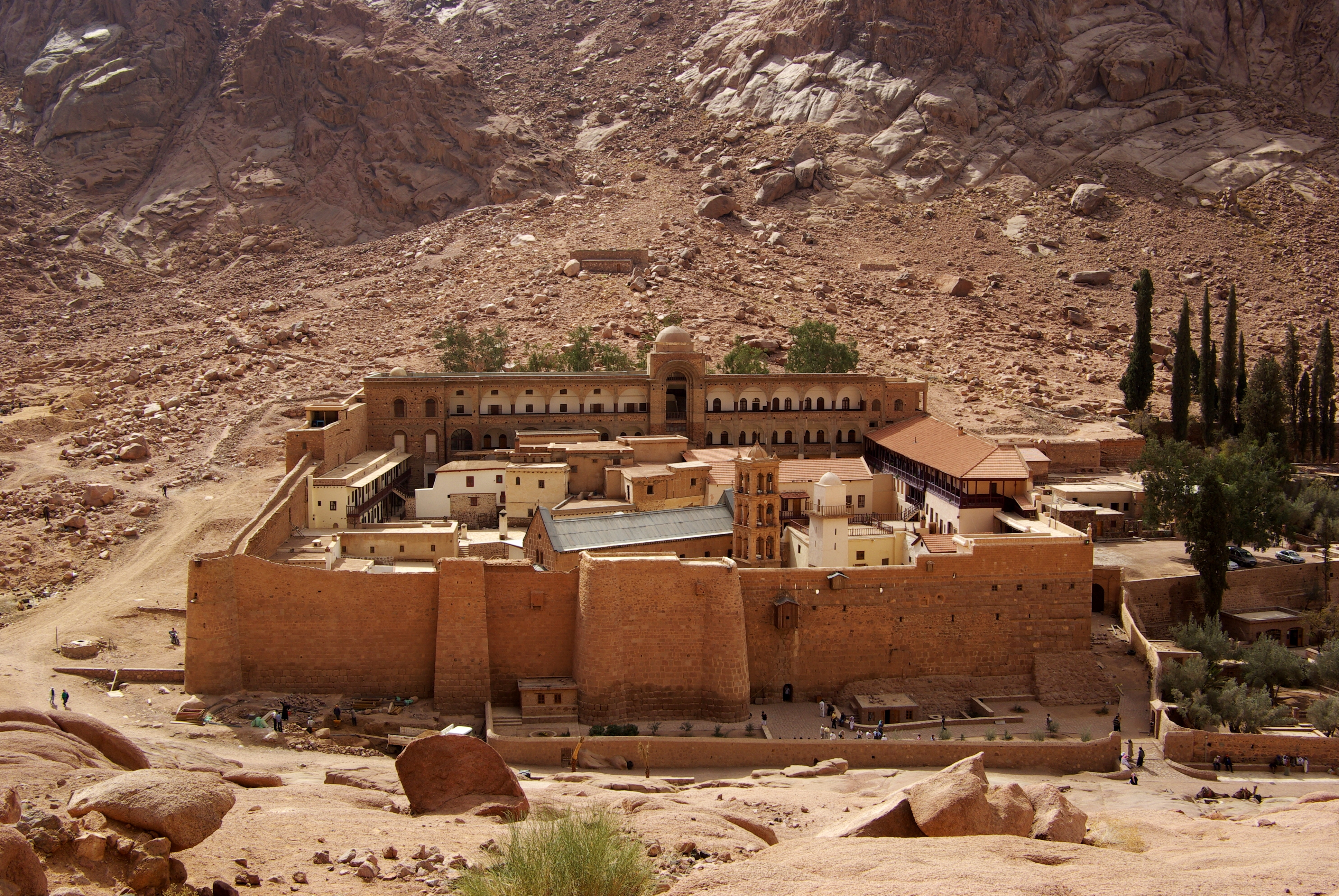
Monasterio de Santa Catalina es el monasterio cristiano en activo más antiguo del mundo y la atracción turística más popular de la península.

Rhinocorura (Griego por "narices cortadas") y la región epónima que la rodea fueron utilizados durante el período helenístico de Egipto como lugar de destierro para criminales, hoy conocido como El Arish.
Tras la muerte del último rey del reino nabateo, Rabbel II Soter, en 106, el emperador romano Trajano no encontró prácticamente resistencia y conquistó el reino el 22 de marzo de 106. Con esta conquista, el Imperio Romano pasó a controlar todas las costas del mar Mediterráneo. La península del Sinaí pasó a formar parte de la provincia romana de Arabia Petraea.
El Monasterio de Santa Catalina al pie del monte Sinaí fue construido por orden del emperador Justiniano entre 527 y 565. La mayor parte de la península del Sinaí pasó a formar parte de la provincia de Palestina Salutaris en el siglo VI.

### Período ayyubí
Durante las Cruzadas estuvo bajo el control del Califato Fatimí . Más tarde, el sultán Saladino abolió el califato fatimí en Egipto y también tomó esta región bajo su control. Fue la ruta militar de El Cairo a Damasco durante las Cruzadas. Y para asegurar esta ruta, construyó una ciudadela en la isla del Faraón (cerca de la actual Taba) conocida por su nombre «ciudadela de Saladino».

### SigloXX
En el año 1967 la península fue conquistada por el Estado de Israel en el marco de la guerra de los Seis Días; cesando de este modo la soberanía egipcia de la misma. A partir de este momento los israelíes inician la construcción de una serie de infraestructuras civiles y militares para aprovechar este nuevo territorio estratégico a su disposición. Sin embargo quince años después, en 1982, y tras diversas negociaciones, Israel le devuelve a Egipto la península (país que nunca había dejado de reclamarla).

#### Invasiones y ocupación israelíes

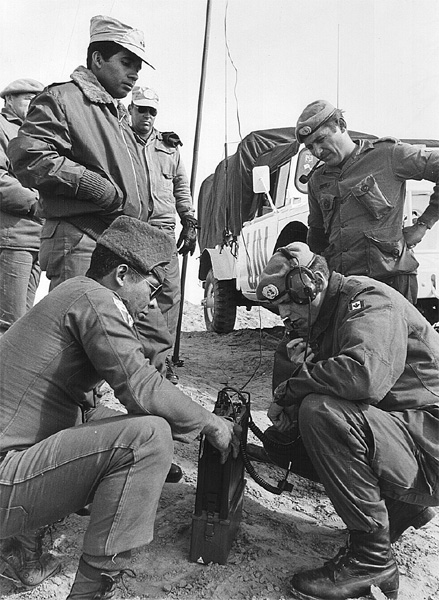
Canadienses y panameños de UNEF Fuerzas de mantenimiento de la paz de la ONU en el Sinaí, 1974.

En 1956, Egipto nacionalizó el Canal de Suez, una vía fluvial que marcaba la frontera entre el territorio egipcio en África y la península del Sinaí. A partir de entonces, se prohibió a los barcos israelíes utilizar el Canal, debido al estado de guerra entre ambos estados. Egipto también prohibió a los barcos utilizar las aguas territoriales egipcias en el lado oriental de la península para viajar hacia y desde Israel, imponiendo de hecho un bloqueo al puerto israelí de Eilat. En octubre de 1956, en lo que en Egipto se conoce como la Agresión Tripartita, tropas de las Fuerzas de Defensa de Israel, ayudadas por el Reino Unido y la Francia (que pretendía revertir la nacionalización y recuperar el control del Canal de Suez), invadieron el Sinaí y ocuparon gran parte de la península en pocos días. En marzo de 1957, Israel retiró sus fuerzas del Sinaí, tras la fuerte presión de Estados Unidos y la Unión Soviética. A partir de entonces, la Fuerza de Emergencia de las Naciones Unidas (FENU) se estacionó en el Sinaí para evitar nuevos conflictos en la zona.
El 16 de mayo de 1967, Egipto ordenó a la UNEF que abandonara el Sinaí y volvió a ocuparlos militarmente. El secretario general U Thant acabó accediendo y ordenó la retirada sin autorización del Consejo de Seguridad. En el transcurso de la Guerra de los Seis Días que estalló poco después, Israel ocupó la totalidad de la Península del Sinaí, y Franja de Gaza de Egipto, la Cisjordania (incluido Jerusalén Este) a Jordania (que Jordania controlaba desde 1949), y los Altos del Golán a Siria. Se cerró el Canal de Suez, cuya orilla oriental estaba ahora ocupada por Israel. Israel comenzó sus esfuerzos de asentamiento israelí a gran escala en la península del Sinaí.

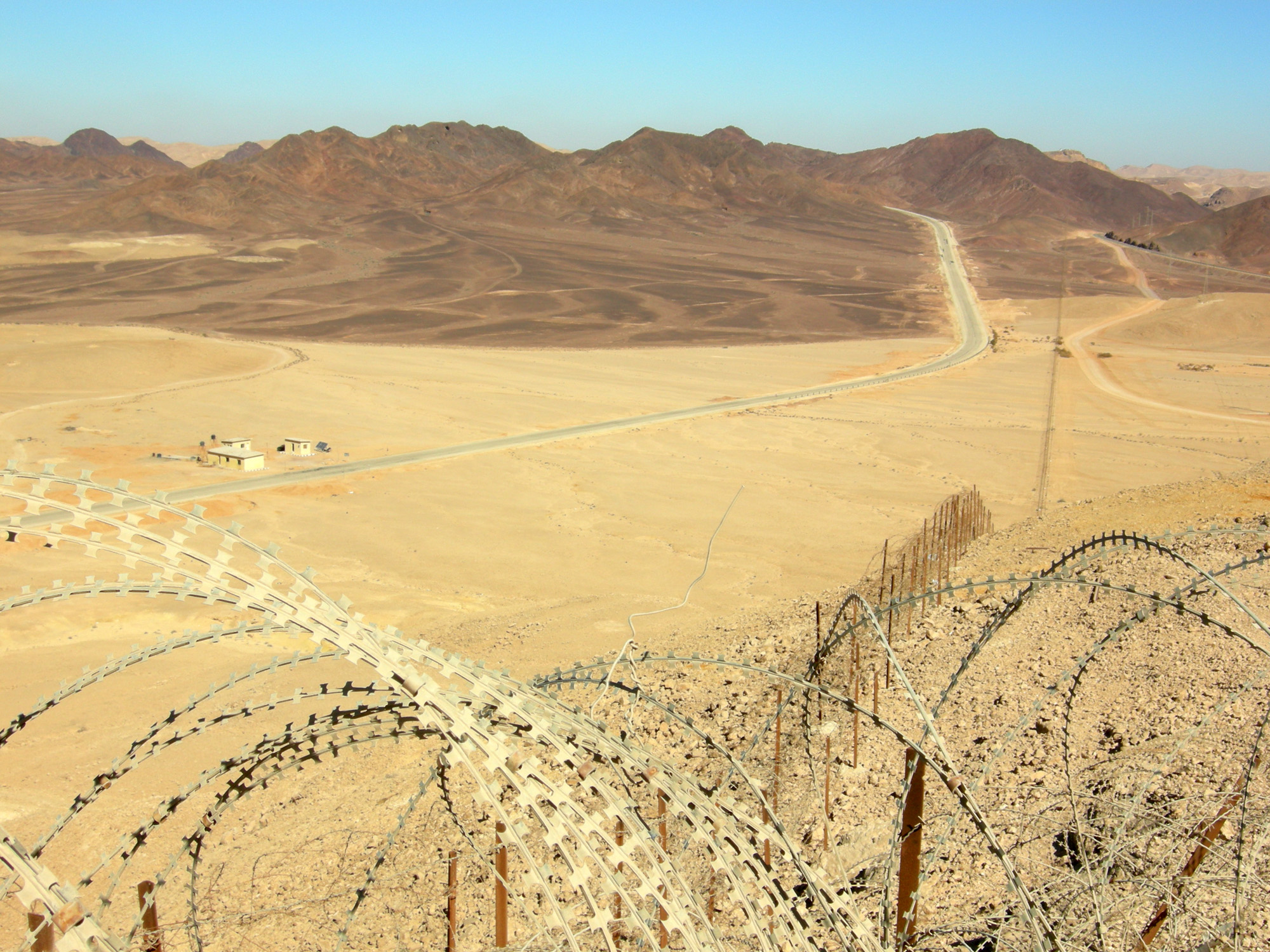
Frontera egipcio-israelí, mirando al norte desde las montañas Eilat.

Tras la conquista israelí del Sinaí, Egipto lanzó la Guerra de Desgaste (1967-70) con el objetivo de obligar a Israel a retirarse del Sinaí. La guerra fue testigo de un prolongado conflicto en la zona del Canal de Suez, que osciló entre combates limitados y combates a gran escala. El bombardeo israelí de las ciudades de Puerto Saíd, Ismailia y Suez, en la orilla occidental del canal, causó un gran número de víctimas civiles (incluida la práctica destrucción de Suez) y contribuyó a la huida de 700.000 refugiados internos egipcios. Finalmente, la guerra concluyó en 1970 sin cambios en la línea del frente.
El 6 de octubre de 1973, Egipto inició la Operación Badr para retomar el Sinaí, mientras que Siria lanzó una operación simultánea para retomar los Altos del Golán,[cita requerida] comenzando así la guerra de Yom Kipur (conocida en Egipto y gran parte de Europa como la guerra de Octubre). Las fuerzas de ingeniería egipcias construyeron puentes de pontones para cruzar el Canal de Suez y asaltaron la Línea Bar-Lev, la línea defensiva israelí a lo largo de la orilla oriental del Canal de Suez. Aunque los egipcios mantuvieron el control de la mayor parte de la orilla este del Canal de Suez, en las últimas fases de la guerra, el ejército israelí cruzó la sección sur del Canal de Suez, cortando el paso al Tercer Ejército Egipcio, y ocupó una sección de la orilla oeste del Canal de Suez. La guerra terminó tras un alto el fuego acordado mutuamente. Después de la guerra, como parte del posterior Acuerdos de Retirada del Sinaí, Israel se retiró de la proximidad inmediata del Canal de Suez, y Egipto accedió a permitir el paso de barcos israelíes. El canal se reabrió en 1975, y el presidente Anwar Sadat encabezó el primer convoy a bordo de un destructor de la Armada egipcia.

### SigloXXI
Desde principios de la década de 2000, el Sinaí ha sido escenario de varios ataques terroristas contra turistas, la mayoría de los cuales son egipcios. Las investigaciones han demostrado que estos fueron motivados principalmente por el resentimiento de la pobreza que enfrentan muchos beduinos de la zona. Atacar al turismo fue visto como un método para dañar la industria para que el gobierno prestara más atención a su situación. (Véase atentados en Sharm el-Sheikh en 2005). Desde la Revolución Egipcia de 2011, los disturbios se han vuelto más frecuentes en el área, incluido el ataque fronterizo egipcio-israelí de 2012 en el que 16 soldados egipcios fueron asesinados por militantes. (Ver Insurgencia en el Sinaí.)
Bajo el presidente el-Sisi, Egipto ha implementado una política rigurosa de control de la frontera con la Franja de Gaza , incluido el desmantelamiento de los túneles entre Gaza y el Sinaí.
En 2009 se descubrieron cuatro templos que datan del Imperio Nuevo y del Primer Periodo Intermedio.

## Divisiones administrativas
Administrativamente la península se divide en cinco zonas, las gobernaciones de Suez, Puerto Saíd, Ismailía, Sinaí del Norte (Shamal Sina' ) y Sinaí del Sur (Yanub Sina' ). Su superficie es de 58 842 km², y su población es aproximadamente de 65 000 habitantes en Yanub Sina' , y 314 000 en Shamal Sina'; Puerto Saíd tiene por sí sola medio millón de habitantes. La mayoría de la población son beduinos, si bien existen ciertos núcleos de población, siendo los más importantes la capital El Arish, situada en la costa mediterránea; Taba, situada al sur, cerca de Eilat y por tanto junto a la frontera con Israel, y Sharm el-Sheij, un importante centro turístico en la costa del mar Rojo.

## Demografía

### Población
Aproximadamente 66 500 personas viven en Ganub Sina, 314 000 viven en Shamal Sina y Puerto Saíd tiene una población de aproximadamente 500 000 personas. Algunas partes de la población de El-Isma'ileyyah y el-Suweis viven en el Sinaí, mientras que el resto vive en la parte occidental del canal de Suez. La población combinada de estas dos provincias es de aproximadamente 1,3 millones (solo una parte de esa población vive en el Sinaí, mientras que el resto vive en la parte occidental del canal de Suez).

### Movimientos migratorios
Un gran número de egipcios se trasladaron desde el valle del Nilo y el Delta a la zona para trabajar en el turismo, pero el desarrollo afectó negativamente a la población nativa como los beduinos del Sinaí.[cita requerida] Con el fin de ayudar a aliviar sus problemas, diversas organizaciones no gubernamentales comenzaron a operar en la región, incluyendo el Makhad Trust, una organización benéfica del Reino Unido que ayuda a los beduinos en el desarrollo de un ingreso sostenible, protegiendo el medio ambiente natural, el patrimonio y la cultura de Sinaí.

## Economía

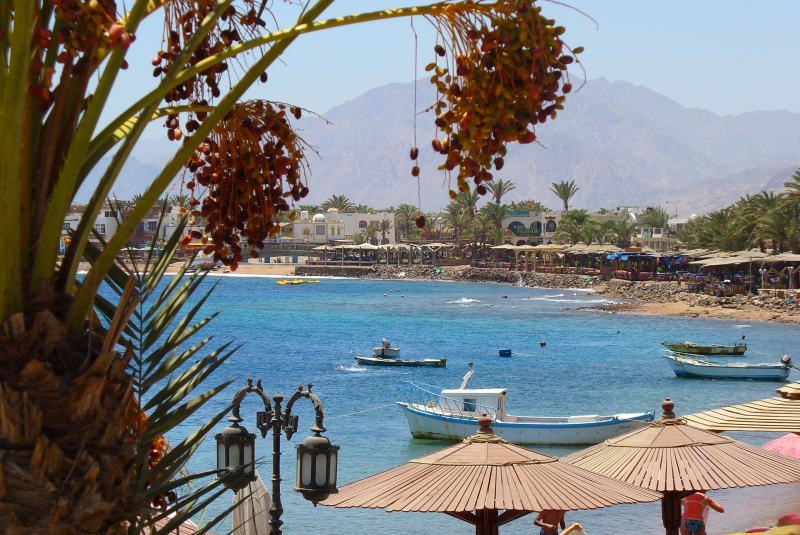
Dahab en el sur del Sinaí es un popular centro turístico de playa y buceo.

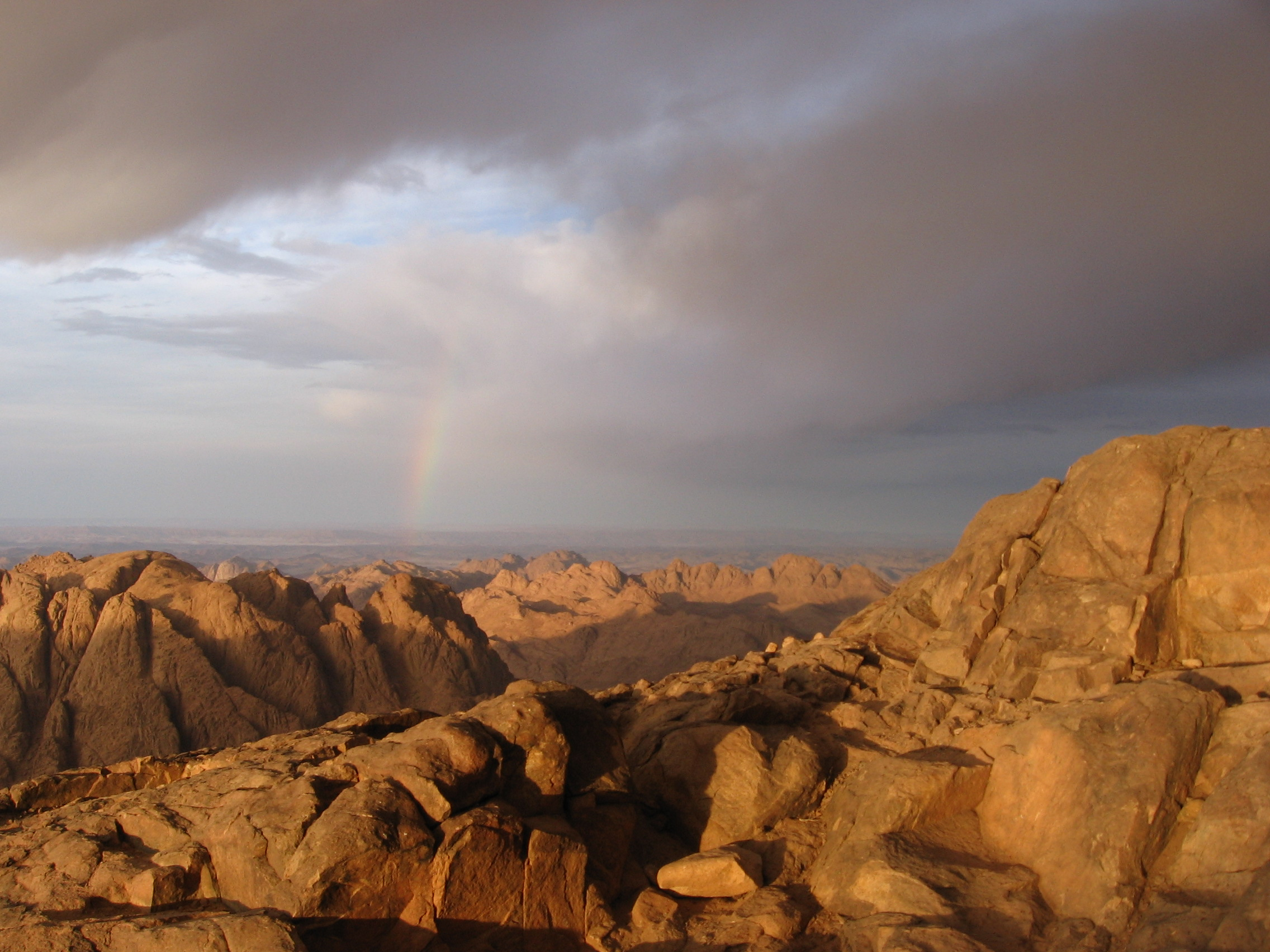
Gabal o Jebel Musa, identificado por los cristianos con el monte Sinaí.

Desde el tratado de paz israelo-egipcio, los lugares de interés turístico del Sinaí (incluidos los arrecifes de coral) y las estructuras religiosas se han convertido en importantes para la industria turística. Los destinos turísticos más populares del Sinaí son el monte Sinaí (Jabal Musa) y el Monasterio de Santa Catalina, considerado el monasterio cristiano en activo más antiguo del mundo, y los centros turísticos de playa de Sharm el-Sheij, Dahab, Nuweiba y Taba. La mayoría de los turistas llegan al Aeropuerto Internacional de Sharm el-Sheikh, a través de Eilat (Israel) y el paso fronterizo de Taba, por carretera desde El Cairo o en ferry desde Aqaba en Jordania.
Los cactus - especialmente cactus tuna - se cultivan en el Sinaí. Son un cultivo del Intercambio colombino. Los setos de cactus -tanto los plantados intencionadamente como los escapados de jardines silvestres- formaron una parte importante de las posiciones defensivas durante la campaña del Sinaí y Palestina de la Primera Guerra Mundial. Algunos soldados desconocidos incluso intentaron comérselos, con resultado negativo.
El pastoreo de dromedarios es importante aquí. El Trypanosoma evansi es una preocupación constante y se transmite por varios vectores. Aunque no se ha demostrado que las garrapatas se encuentren entre ellos, Mahmoud y Gray 1980 y El-Kady 1998 demostraron experimentalmente la supervivencia de T. evansi en garrapatas de camello del género Hyalomma durante varias horas en las condiciones bioclimáticas reales del Sinaí.

## Clima
Sinaí es una de las provincias más frías en Egipto debido a su topografía montañosa. Las temperaturas de invierno en algunas de las ciudades y pueblos del Sinaí alcanzan -16 °C, pero puede llegar hasta los 25 °C de media.

## Galería de imágenes
|                                                                                     |
| Imagen espacial del Gemini 11 donde se ve parte de Egipto y la península del Sinaí. |

|                                                        |
| Derribo del Vuelo 114 de Libyan Arab Airlines en 1973. |

|                                                                                                  |
| Fuerzas de paz de las Naciones Unidas canadienses y panameñas en la península del Sinaí en 1974. |

|                                         |
| Dunas de arena y rocas en la península. |

|                             |
| El monte Sinaí (Gabal Musa) |

|                                |
| Tormenta de arena en el Sinaí. |